# Ташкент — город хлебный (фильм)
«Ташкент — город хлебный» (узб. Toshkent — non shahri) — советский чёрно-белый фильм-драма 1968 года, снятый по мотивам одноимённой повести Александра Неверова.

## Сюжет
Советская Россия, Поволжье, 1921 год. Засуха иссушила землю Поволжья. Неурожай привёл к массовому голоду. Советская власть была не в состоянии помочь бедствующим крестьянам.
Село Лопатино Бузулукского уезда Самарской губернии. Крестьянская семья потеряла кормильца, с матерью остались трое малолетних детей. Чтобы спасти ослабевших маму и братьев от голода, старший мальчик — Миша Додонов решает ехать в среднеазиатский город Ташкент (о продуктовом изобилии которого ходит много легенд) за продуктами, с собой он берёт и друга Серёжу. Вместе двое подростков уезжают на попутном поезде.
По дороге Серёжа заболевает тифом и остаётся в лазарете на одной из железнодорожных станций. Дальнейший путь Миша продолжает в одиночестве. Преодолев опасности и испытав многочисленные лишения, непосильные даже для взрослого, он приезжает в Ташкент. Здесь он работает на виноградниках бая, и зарабатывает наконец хлеб на пропитание себе и своей семье. С деньгами и несколькими мешками зерна Миша возвращается в родную деревню, но в живых застаёт только больную, измождённую маму. Младшие братья Яша и Федя умерли от голода.

## В ролях
- Владимир Воробей — Миша
- Вова Куденков — Серёжа
- Бахтияр Набиев — Рахим
- Наталья Аринбасарова — чекистка Сауле
- Николай Тимофеев — Дунаев, чекист
- Валентина Талызина — Додонова, мать Миши
- Александр Суснин — Стёпка Дранов, бандит
- Раиса Куркина — медсестра
- Виктор Колпаков — хромой солдат
- Гани Агзамов — староста
- Евгений Гуров — старик
- Станислав Чекан — мешочник
- Виктор Косых — жулик
- Хикмат Латыпов — бай
- Александра Денисова — эпизод

## Прокат
В кинопрокат в конце 60-х картина пошла в обрезанном цензурой односерийном варианте. Но авторы ленты чудом спасли и сохранили копию оригинала фильма, которую им фактически пришлось выкрасть с киностудии «Узбекфильм». Долгие годы копия хранилась в архивах оператора Хатама Файзиева. Лишь 45 лет спустя эта раритетная кинолента была оцифрована и показана зрителю на большом экране, и в 2013 году в Ташкенте состоялась премьера двухсерийной версии этого легендарного фильма.

## Награды и номинации
На всесоюзном кинофестивале в Алма-Ате награждён призами за лучшую режиссуру, за лучшее изобразительное решение, за лучший фильм для детей и юношества.